# Красноармейское шоссе
Красноарме́йское шоссе́ — дорога к северо-востоку от Москвы в Пушкинском районе Московской области. Начинается с ответвления от М8, пересекает A107 Московское малое кольцо и оканчивается в городе Красноармейске. Протяжённость трассы составляет примерно 16 км.

## Маршрут
- г. Пушкино
- санаторий «Пушкино»
- хутор Паршино
- мост через р. Скалбу (≈35 м)
- с. Левково, с. Комягино, г. Ивантеевка
- санаторий «Космодром»
- пос. Зверосовхоза
- дер. Жуковка
- пос. Нагорное
- дер. Введенское
- A107 (Московское малое кольцо) на ЗАПАД: Софрино; на ВОСТОК: Ногинск, Электросталь
- дер. Останкино
- дер. Шаблыкино
- с. Царёво
  -  церковь Николая Чудотворца в Царёве
- мост через р. Талицу (≈50 м)
- дер. Лепёшки
- г. Красноармейск
  - Конец маршрута